# In Their Darkened Shrines
In Their Darkened Shrines treći je studijski album američkog death metal-sastava Nile. Album je objavljen 20. kolovoza 2002. godine, a objavila ga je diskografska kuća Relapse Records. Jedini je album sastava s bubnjarom Tonyjem Laureanom. Osim što je Nileov najduži studijski album, naslovna pjesma je i najduža pjesma sastava i traje više od 18 minuta.

## Pjesme
Tekst pjesmi "In Their Darkened Shrines (Part IV: Ruins)" posuđena je iz priče Bezimeni grad H. P. Lovecrafta. Ovi tekstovi zapravo nisu izgovoreni u pjesmi, jer je instrumental. Uz "In Their Darkened Shrines (Part I: Hall of Saurian Entombment)", tekstovi su dopuna temi instrumentala.
Dvije melodije s pjesmi "Unis Slayer of the Gods" su posveta pjesmi "Gothic Stone/The Well of Souls" sastava Candlemass s albuma Nightfall.
Za pjesme "Execration Text" i "Sacrophagus" snimljeni su spotovi.

## Popis pjesama
Tekstovi i glazba: Karl Sanders, osim gdje je navedeno drugačije. 
| 1.    | »The Blessed Dead«                                                                     |            |                   | 4:53  |
| 2.    | »Execration Text«                                                                      |            | Dallas Toler-Wade | 2:46  |
| 3.    | »Sacrophagus«                                                                          |            |                   | 5:09  |
| 4.    | »Kheftiu Asar Butchiu«                                                                 |            |                   | 3:52  |
| 5.    | »Unas Slayer of the Gods«                                                              |            |                   | 11:43 |
| 6.    | »Churning the Maelstorm«                                                               |            |                   | 3:07  |
| 7.    | »I Whisper in the Ear of the Dead«                                                     |            |                   | 5:10  |
| 8.    | »Wind of Horus«                                                                        | Toler-Wade | Toler-Wade        | 3:47  |
| 9.    | »In Their Darkened Shrines (Part I: Hall of Saurian Entombment)«                       |            |                   | 5:09  |
| 10.   | »In Their Darkened Shrines (Part II: Invocation to Seditious Heresy)«                  |            | Toler-Wade        | 3:51  |
| 11.   | »In Their Darkened Shrines (Part III: Destruction of the Temple of the Enemies of Ra)« |            |                   | 3:11  |
| 12.   | »In Their Darkened Shrines (Part IV: Ruins)«                                           |            |                   | 6:01  |
| 58:39 |                                                                                        |            |                   |       |

## Zasluge
| Nile - Karl Sanders – gitara, bas-gitara, vokal - Dallas Toler-Wade – gitara, bas-gitara, vokal - Tony Laureano – bubnjevi, vokal | Dodatni članovi - Jon Vesano – dodatni vokal - Mike Breazeale – dodatni vokal Ostalo osoblje - Bob Moore – produkcija, inženjer zvuka, miks - Orion Landau – grafički dizajn - Scott Hull – mastering |